# Ondrašovce
Ondrašovce (em húngaro: Andrásvágás) é um município da Eslováquia, situado no distrito de Prešov, na região de Prešov. Tem 4,36 km² de área e sua população em 2018 foi estimada em 53 habitantes.

## Demografia
| Ano:        | 1994 | 2004   | 2014   | 2024   |
| ----------- | ---- | ------ | ------ | ------ |
| Broj ljudi: | 60   | 64     | 58     | 59     |
| Razlika:    |      | +6,66% | -9,37% | +1,72% |

| Ano:               | 2023 | 2024   |
| ------------------ | ---- | ------ |
| Número de pessoas: | 62   | 59     |
| Diferença:         |      | -4,83% |